# Eduarda Chiote
Eduarda Chiote (Bragança, Trás-os-Montes, 1930) é uma escritora portuguesa.

## Biografia
Eduarda Chiote nasceu em Bragança, em 1930. Licenciada em Ciências Histórico-Filosóficas e trabalhou na área da Psicotecnia. Residiu no Porto e vive actualmente em Lisboa.
Em 1975 é editado o seu primeiro livro, Esquemas, numa edição de luxo graficamente orientada por Armando Alves. Em 1979 Estilhaços é publicado no volume A Jovem Poesia Portuguesa, juntamente com Que Rio Vem Forçar a Entrada desta Casa de Wanda Ramos e O Ruído Fino de João Camilo. Ainda em 1979 é editada a plaquette Refúgio em Vez de Câmara Mortuária, com um desenho de Graça Martins. Em 1983 são editados três novos originais de Eduarda Chiote: o volume de contos A Décima Terceira Ilha e os livros de poemas Altas Voam Pombas e Travelling, este último publicado no mesmo volume que Quem Não Vier do Sul de Helga Moreira.
Em 1984, sai a plaquette com o texto Armando Alves e a Lâmpada de Aladino, fusão de conto e prosa poética. Este texto é editado, com um pormenor de uma pintura de Armando Alves na colecção Ocupação do Espaço da editora O Oiro do Dia, uma colecção dedicada a textos sobre artes plásticas, onde foram também editados autores como Vasco Graça Moura, António Ramos Rosa, António Rebordão Navarro ou Herberto Helder.
Em 1987 é editado A Preços de Ocasião, novo livro de poesia. Segue-se um hiato, só quebrado em 1994, quando é editado Branca Morte, com capa e desenhos de Jorge Pinheiro. A este livro, seguem-se Não Me Morras (2000), A Celebração do Pó (2002) e O Meu Lugar à Mesa (2006). Este último conquistou o Prémio Teixeira de Pascoaes.
Em 2008, Eduarda Chiote regressa à ficção, com o livro de contos Não é Preciso Gritar. Em 2011 é editado o seu mais recente livro de poemas, Órgãos Epistolares.
Além dos livros, Eduarda Chiote tem publicação dispersa por vários jornais, revistas e antologias, desde o final dos anos setenta.
Foi co-argumentista com Joaquim Pinto do filme Uma Pedra no Bolso de 1988.